# ANTs Data Server
ANTs Data Server, propiedad de Apache Ant, es un software de base de datos, compatible con los estándares en bases de datos: ANSI, SQL, ODBC y JDBC. Está especialmente diseñado para su uso en situaciones de alto volumen de actualización o alta contención. Funciona actualmente en Windows, Linux (Pentium de 32 bits y 64 bits AMD Opteron o Intel Xeon64) y Solaris.